# Praca przewozowa
Praca przewozowa – w transporcie: iloczyn wykonanych przez środki transportu: długości drogi (liczby kilometrów; w transporcie kołowym: wozokilometrów) i
- w transporcie pasażerskim – liczby przewiezionych osób (ładunek osobowy); wynik wyrażany w pasażerokilometrach (pas·km),
- w transporcie towarowym – liczby ton przewiezionego towaru (ładunek towarowy); wynik wyrażany w tonokilometrach (tona·km)[1].